# Microhyla daklakensis
Microhyla daklakensis — вид жаб з родини карликових райок (Microhylidae). Описаний у 2021 році.

## Поширення
Ендемік В'єтнаму. Відомий лише з типової місцевості — заповідник Нам Ка в провінції Даклак на півдні країни.